# Ladná (przystanek kolejowy)
Ladná – przystanek w Ladnej, w kraju południowomorawskim, w Czechach. Znajduje się na wysokości 165 m n.p.m. Położony jest w północno-wschodniej części miejscowości, równolegle do drogi nr 425.
Jest zarządzany przez Správę železnic. Na przystanku nie ma możliwości zakupu biletów, a obsługa podróżnych odbywa się w pociągu. Składa się z dwóch peronów krawędziowych oraz po jednej wiacie przystankowej na każdy peron. Dostęp do peronów zapewniają chodniki łączące się z drogą lokalną biegnącą do centrum miejscowości.

## Linie kolejowe
- 250 Havlíčkův Brod - Brno - Kúty